# Final Cut Express
Final Cut Express（ファイナルカット・エクスプレス）は、かつてAppleが販売していたソフトウェアの1つで、Final Cut Proの廉価版。パソコン向けのノンリニアビデオ編集を目的としたMac OS X向けのソフトである。iMovieからのステップアップ版にあたり、アマチュア向けながらFinal Cut Pro並みの高度な機能が利用できた。

## 概要
LiveType、Soundtrack（バージョン3まで）を含む。最終バージョンは2008年8月29日にアップデートされたFinal Cut Express 4.0.1である。
2011年6月21日の時点で、刷新されたFinal Cut Pro Xに一本化され、販売終了となった。

### バージョン
2003年1月7日、Macworld Conference&Expoの基調講演でFinal Cut Expressが発表された。
2004年1月6日、Macworld Conference&Expoの基調講演でFinal Cut Pro 4のテクノロジーを搭載したFinal Cut Express 2が発表された。
2004年1月6日、Macworld Conference&Expoの基調講演でHDVに対応したFinal Cut Express HDが発表された。
2005年5月18日、Intel Macにも対応したUniversal版Final Cut Express HD 3.5が発表された。
2007年11月15日、AVCHDに対応したFinal Cut Express 4（23,800円）が発表された。